# Альберт Амрхайн
Альберт Амрхайн (нім. Albert Amrhein; 29 грудня 1870, Франкфурт-на-Майні — 20 травня 1945, Франкфурт-на-Майні) — німецький регбіст, срібний призер літніх Олімпійських ігор 1900 року; здобув срібну медаль у змаганнях з регбі.

## Спортивна кар'єра
Окрім регбі, Альберт займався також легкою атлетикою.
Під час своєї спортивної кар'єри репрезентував клуб СЦ 1880 Франкфурт, з яким — як представник Німецької імперії — взяв участь у змаганнях з регбі в ролі капітана команди. 14 жовтня 1900 року команда Німецької імперії зустрілась з командою Франції. Німеччина програла матч на стадіоні Велодром де Венсенн з рахунком 17:27. Завдяки цьому Німеччина і Велика Британія поділили друге місце, здобувши срібну медаль, бо матч, який мав пройти 21 жовтня не відбувся.
Був то єдиний виступ, у якому Альберт Амрхайн взяв участь під час літніх Олімпійських ігор 1900 року в Парижі.
Альберт не лише був спортсменом. Він також займав позицію генерального виконавчого директора клубу СЦ 1880 Франкфурт і водночас був бізнесменом.